# محمد كامارا (لاعب كرة قدم مواليد 1981)
محمد كامارا (بالإنجليزية: Mohamed Camara)‏ هو لاعب كرة قدم سيراليوني، ولد في 27 ديسمبر 1981.